# Mennica w Oliwie

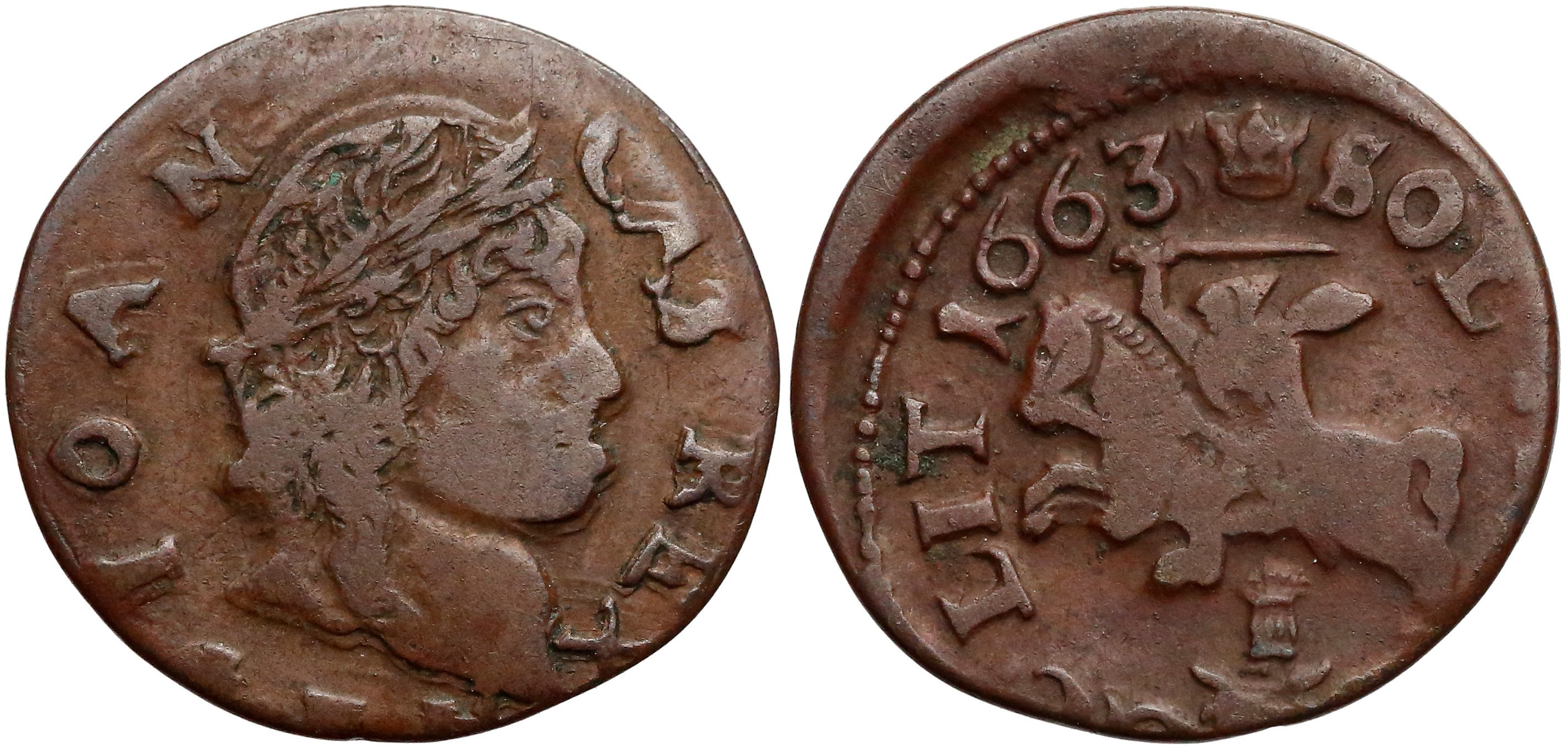
Boratynka litewska bita w Oliwie

Mennica w Oliwie – litewska mennica mieszcząca się na terenie opactwa Cystersów w Oliwie, w której w 1663 r. za panowania Jana II Kazimierza bito miedziane szelągi – boratynki – sygnowane inicjałami „GFH” zarządcy Jerzego von Horna. Emisja boratynek litewskich z Oliwy opiewała na kwotę 460 391 złotych polskich i 6 groszy.

## Historia
28 maja 1663 r. administrator skarbu ziemskiego Wielkiego Księstwa Litewskiego Jerzy Białłozor podpisał kontrakt z Andrzejem Jerzym von Hornem na wybicie miedzianych szelągów na sumę 5 818 764 złotych polskich i 21 groszy. Mennica rozpoczęła pracę 19 lipca. Zobowiązania zarządcy nie zostały spełnione – mennica została zamknięta 10 listopada z powodu aresztowania Jerzego von Horna przez zarządzającego skarbem koronnym pod zarzutem emisji fałszywych monet.
Na awersie monety znajduje się portret Jana II Kazimierza, poniżej litery „GFH” – inicjały zarządcy mennicą. Na rewersie centralny punkt zajmuje herb Litwy – Pogoń. Nad nim umieszczona jest mitra wielkoksiążęca, poniżej zaś – herb Snopek dynastii Wazów oraz Wieniawa – herb Jerzego Białłozora.